# Luther Halsey Reichelderfer

Luther Halsey Reichelderfer (um 1905)

Luther Halsey Reichelderfer (* 4. Februar 1874 in Hallsville, Ross County, Ohio; † 19. Juni 1945) war ein US-amerikanischer Politiker. Zwischen 1930 und 1933 war er als Präsident des Board of Commissioners Bürgermeister der Bundeshauptstadt Washington, D.C.

## Werdegang
Reichelderfer studierte Medizin an der George Washington University mit dem M.D. Abschluss 1899. Danach blieb er zunächst an der Universität und wurde dort Instructor für Chirurgie. Er lebte in Washington D.C. und war Oberstleutnant im medizinischen Dienst der United States Army. Er liegt auf dem Nationalfriedhof Arlington in Virginia begraben.
Im Jahr 1930 wurde Reichelderfer Mitglied des aus drei Personen bestehenden Gremiums Board of Commissioners, das die Stadt Washington regierte. Innerhalb dieser Gruppe wurde er zum Vorsitzenden bestimmt. In dieser Eigenschaft übte er faktisch das Amt des Bürgermeisters aus, auch wenn dieser Titel zwischen 1871 und 1975 offiziell nicht benutzt wurde. Diesen Posten bekleidete er zwischen 1930 und 1933. Er starb im Jahr 1945. Das genaue Sterbedatum und der Sterbeort sind nicht überliefert.
1932 erhielt er einen Ehrendoktor (L.L.D.) der George Washington University und 1942 einen Distinguished Alumni Award.